# Clive Spash

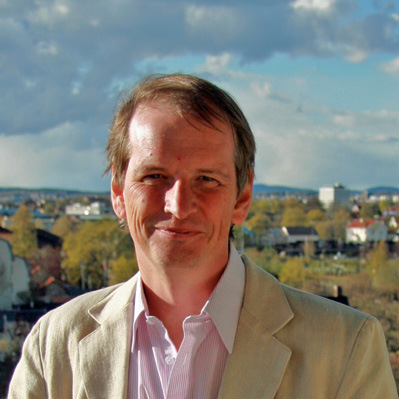
Clive L. Spash (2010)

Clive Laurence Spash (* 10. März 1962 in Reading, Großbritannien) ist ein britischer Ökologischer Ökonom. Seit 2010 ist er Inhaber des Lehrstuhls für Public Policy and Governance an der WU Wien.

## Leben und Werdegang
Spash ist der Sohn von David Isaac und Patricia Spash, geborene Fitzgerald.
Clive Spash studierte Ökonomie an der Universität Stirling in Schottland sowie Interdisziplinäre Wissenschaften an der Universität of British Columbia in Kanada. Anschließend promovierte er in den USA an der Universität of Wyoming.
Von 1996 bis 2001 war er Direktor des Instituts Research for the Environment (CRE) an der University of Cambridge.
Spash war von 2000 bis 2006 Präsident der European Society for Ecological Economics. Zuvor war er bereits vier Jahre lang deren Vizepräsident (1996–2000).
Ab 2006 war Spash Chief Executive Officers’ Science Leader von CSIRO, Australiens staatliche Behörde für wissenschaftliche und industrielle Forschung. Nachdem er einen kritischen Artikel über Emissionshandel veröffentlichen wollte – der bereits den Peer-Review-Prozess durchlaufen hatte – intervenierte die Behörde und drängte auf Änderungen. Das Verhalten der Behörde führte zu kontroversen Diskussionen innerhalb der Wissenschaft, auch das renommierte Journal Nature berichtete ausführlich über den Vorfall. Im Zuge der Auseinandersetzung verließ Spash die Behörde Ende 2009.

## Forschung
Innerhalb der Ökologischen Ökonomik ist Spash ein einflussreicher Wissenschaftler. So veröffentlicht regelmäßig Fachbeiträge im Journal Ecological Economics. 2017 erschien bei Routledge das von ihm herausgegebene Handbook of Ecologial Economics. Öffentlich nimmt Spash aber ebenfalls Stellung und bringt sich in Debatten ein. So ist er ein vehementer Kritiker der Wachstumswirtschaft und plädiert stattdessen für eine Transformation der Weltwirtschaft. Auch so genanntes „Grünes Wachstum“ sei keine Alternative. Einzig ein Wirtschaftssystem, das nicht mehr auf Wachstum, sondern auf Degrowth setzt, sei ein nachhaltiges Modell.
In seiner Arbeit befasst sich Spash kritisch mit vielen Aspekten der neoklassischen Umweltökonomik und propagiert eine klare Abgrenzung der Ökologischen Ökonomik vom wirtschaftswissenschaftlichen Mainstream. Als Kritiker der ökonomischen Bewertung trug er maßgeblich zur Entwicklung deliberativer Bewertungsverfahren (Deliberative Monetary Valuation) bei. Ähnlich skeptisch äußerte er sich u. a. zu Biodiversity Offsetting und zum europäischen Emissionshandel.
In zahlreichen Arbeiten beschäftigt sich Spash auch mit Wissenschaftsphilosophie, besonders mit Fragen der Ontologie, Epistemologie und Methodologie, wobei er als Vertreter des Critical Realism auftritt. Grundsätzlich nutzt er in seinen Arbeiten kritisch-realistische Positionen, um Argumente der Ökologischen Ökonomie zu fundieren.
Bis 2021 war er Chefredakteur der Fachzeitschrift Environmental Values.

## Veröffentlichungen (Auswahl)
- Clive L. Spash (Hrsg.): Routledge Handbook of Ecological Economics: Nature and Society. Routledge, Abingdon / New York 2017.
- Clive L. Spash, Karin Dobernig: Theories of (Un)sutainable Consumption. In: Clive L. Spash (Hrsg.): Routledge Handbook of Ecological Economics: Nature and Society. Routledge, Abingdon / New York 2017, S. 203–213.
- Clive L. Spash, Clemens Gattringer: The Ethical Failures of Climate Economics. In: Adrian Walsh, Sade Hormio, Duncan Purves (Hrsg.): The Ethical Underpinnings of Climate Economics. Routledge, Abingdon / New York 2017, S. 162–182.
- Clive L. Spash: This changes nothing: The Paris Agreement to ignore reality. In: Globalizations. Band 13, Nr. 6, 2016, S. 928–933.
- Clive L. Spash: The Brave New World of Carbon Trading. In: New Political Economy. Band 15, Nr. 2, 2010, S. 169–195.
- Clive L. Spash: Censoring science in research officially. In: Environmental Values. Band 19, Nr. 2, 2010, S. 141–146.
- Clive L. Spash: Greenhouse Economics: Value and Ethics. Routledge, London 2002.
- Martin O’Connor, Clive L. Spash: Valuation and the Environment: Theory, Methods and Practice. Edward Elgar, Cheltenham 1999.
- Clive L. Spash: The political economy of nature. In: Review of Political Economy. Band 7, Nr. 3, 1995, S. 279–293.
- Clive L. Spash, Ian A. Simpson: Utilitarian and rights-based alternatives for protecting sites of special scientific interest. In: Journal of Agricultural Economics. Band 45, Nr. 1, 1994, S. 15–26.